# 한국 대중음악 명반 100
한국 대중음악 명반 100은 멜론, 한겨레, 태림스코어가 공동 기획하고 멜론과 한겨레에서 공개한 한국 대중음악의 명반 목록이다. 47명의 선정단을 통해 대한민국 최고의 명반을 선정함으로써 대한민국 대중음악의 역사를 정리하고, 대중들의 음악 감상을 유도하여 음악 시장에 도움을 주고자 하는 취지가 담겨있다.

## 선정단
대중음악 전문가 47명이 평가 기준을 통해 투표를 진행한 후 국내 대중음악을 대표하는 아티스트 선정 및 선정된 아티스트의 영향력 있는 대표 앨범을 결정했다.

### 선정단 목록
| - 강일권 (웹진 리드머 편집장) - 고종석 (대중음악평론가) - 권석정 (카카오엠 콘텐츠제작자) - 김경진 (대중음악 칼럼니스트) - 김광현 (재즈피플 편집장) - 김두완 (대중음악 연구자) - 김민규 (일렉트릭 뮤즈 대표) - 김반야 (대중음악평론가, 방송작가) - 김봉현 (대중음악평론가, 힙합 저널리스트) - 김봉환 (벅스 콘텐츠기획자) - 김성대 (대중음악평론가) - 김영대 (음악평론가) - 김영혁 (김밥레코즈 대표) - 김윤중 (도프ENT 대표) - 김윤하 (대중음악평론가) - 김은석 (트리퍼사운드 대표) - 김작가 (대중음악평론가) - 김학선 (대중음악평론가, EBS공감 기획위원) - 김홍범 (KBS 라디오 PD) - 김희준 (엠엠재즈 편집장) - 나도원 (대중음악평론가) - 류희성 (재즈피플 기자, 대중음악평론가) - 문희형 (신림우드스탁 대표) | - 박은석 (음악평론가, 한국대중음악 상선정위원) - 박정용 (벨로주 대표) - 박준우 (음악칼럼니스트) - 배순탁 (배철수의 음악캠프 작가, 대중음악평론가) - 서정민 (한겨레신문 기자) - 서정민갑 (대중음악의견가) - 서준호 (전 롤리팝 운영자, 대중음악애호가) - 송명하 (파라노이드 편집장) - 윤호준 (대중음악평론가) - 이경준 (대중음악평론가) - 이규탁 (작가, 한국조지메이슨대학 교수) - 이대화 (음악저널리스트) - 이종민 (대중음악평론가) - 이태훈 (대중음악 칼럼니스트, 한국대중음악상 선정위원) - 임희윤 (동아일보 기자) - 정구원 (웹진 웨이브 편집장) - 정민재 (대중음악평론가, 전 이즘 편집장) - 정진영 (문화일보 기자, 한국대중음악상 선정위원, 소설가) - 조일동 (대중음악 평론가, 문화인류학자) - 차우진 (음악평론가, 커넥티드랩 운영자) - 최규용 (재즈 칼럼니스트, 작가) - 최지선 (대중음악평론가, 웹진 웨이브 필진) - 최지호 (대중음악평론가) - 한동윤 (대중음악평론가, 작가) |

## 일정
- 2018년 8월 28일: 91~100위 공개
- 2018년 8월 31일: 81~90위 공개
- 2018년 9월 4일: 71~80위 공개
- 2018년 9월 7일: 61~70위 공개
- 2018년 9월 11일: 51~60위 공개
- 2018년 9월 14일: 41~50위 공개
- 2018년 9월 18일: 31~40위 공개
- 2018년 9월 21일: 21~30위 공개
- 2018년 9월 25일: 11~20위 공개
- 2018년 9월 28일: 1~10위 공개

## 음반 순위
| 가수명/그룹명      | 앨범명                                 |
| ------------------ | -------------------------------------- |
| 유재하             | 사랑하기 때문에                        |
| 들국화             | 들국화                                 |
| 신중현과 엽전들    | 신중현과 엽전들                        |
| 김민기             | 김민기                                 |
| 산울림             | 산울림 새노래 모음                     |
| 어떤날             | 어떤날 I 1960 · 1965                   |
| 산울림             | 산울림 제2집                           |
| 한대수             | 멀고 먼 길                             |
| N.EX.T             | The Return of N.EX.T Part 1: The Being |
| 이상은             | 공무도하가                             |
| 장필순             | 나의 외로움이 널 부를 때               |
| 김현철             | 김현철 Vol.1                           |
| 이문세             | 이문세4                                |
| 시인과 촌장        | 푸른 돛                                |
| 사랑과 평화        | 한동안 뜸 했었지                       |
| 김현식             | 김현식 Ⅲ                               |
| 한영애             | 바라본다                               |
| 델리스파이스       | Deli Spice                             |
| 듀스               | Force Deux                             |
| 어떤날             | 어떤날 II                              |
| 노이즈가든         | Noizegarden                            |
| 서태지와 아이들    | Seotaiji and Boys 1                    |
| 송골매             | 송골매 2집                             |
| 김광석             | 다시 부르기 2                          |
| 조동진             | 조동진                                 |
| 노브레인           | 怒                                     |
| 신촌 블루스        | 신촌블루스 II                          |
| 조용필             | 조용필 7집                             |
| 정태춘, 박은옥     | 92년 장마, 종로에서                    |
| 이소라             | 눈썹달                                 |
| H2O                | 오늘 나는                              |
| 김수철             | 작은거인 김수철                        |
| 삐삐밴드           | 문화혁명                               |
| 시나위             | Heavy Metal Sinawe                     |
| 봄여름가을겨울     | 봄여름가을겨울                         |
| 가리온             | Garion                                 |
| 마그마             | Magma                                  |
| 동물원             | 동물원                                 |
| DJ 소울스케이프    | 180g Beats                             |
| 유앤미 블루        | Cry...Our Wanna Be Nation!             |
| 낯선 사람들        | 낯선 사람들                            |
| 이문세             | 이문세5                                |
| 빛과 소금          | 빛과 소금 Vol.1                        |
| 노래를 찾는 사람들 | 노래를 찾는 사람들 2                   |
| 아소토 유니온      | Sound Renovates a Structure            |
| 롤러코스터         | 일상다반사                             |
| 작은거인           | 작은 거인 2집                          |
| 조동익             | 동경                                   |
| 동물원             | 두 번째 노래 모음                      |
| 언니네이발관       | 가장 보통의 존재                       |
| 크래쉬             | Endless Supply of Pain                 |
| 서태지와 아이들    | Seotaiji and Boys 2                    |
| 장필순             | SOONY 6                                |
| 시인과 촌장        | 숲                                     |
| 조용필             | 조용필 1집                             |
| 이센스             | The Anecdote                           |
| 신해철             | Myself                                 |
| 김정미             | Now                                    |
| 부활               | Rock will Never Die                    |
| DJ DOC             | The Life... DOC Blues 5%               |
| 패닉               | 밑                                     |
| 김두수             | 자유혼                                 |
| 이정선             | 30대                                   |
| 015B               | The Third Wave                         |
| 루시드 폴          | Lucid Fall                             |
| 정태춘             | 시인의 마을                            |
| 브라운 아이즈      | Brown Eyes                             |
| 전인권, 허성욱     | 1979-1987 추억 들국화                  |
| 서태지와 아이들    | Seotaiji and Boys 3                    |
| 못                 | 비선형                                 |
| 마이앤트메리       | JUST POP                               |
| 신촌블루스         | 신촌 Blues                             |
| 검정치마           | 201                                    |
| 이장희             | 그건 너                                |
| 서울전자음악단     | Life is Strange                        |
| Various Artists    | 우리 노래 전시회                       |
| 3호선 버터플라이   | Dreamtalk                              |
| 부활               | Remember                               |
| 이장혁             | 이장혁 Vol.1                           |
| 양희은             | 1991                                   |
| 윤상               | CLICHÈ                                 |
| 서태지와 아이들    | Seotaiji and Boys 4                    |
| 이승환             | Human                                  |
| 언니네이발관       | 비둘기는 하늘의 쥐                     |
| 양희은             | 고운노래 모음                          |
| 봄여름가을겨울     | 봄여름가을겨울 2                       |
| 김광석             | 김광석 네번째                          |
| 김건모             | Kim Gun Mo 3                           |
| 미선이             | Drifting                               |
| 언니네이발관       | 후일담                                 |
| 패닉               | Panic                                  |
| 전람회             | Exhibition                             |
| 할로우 잰          | Rough Draft in Progress                |
| 장기하와 얼굴들    | 별일 없이 산다                         |
| 안치환             | 안치환 4집                             |
| F(x)               | Pink Tape                              |
| 버벌진트           | 누명                                   |
| W                  | Where the Story Ends                   |
| 윤영배             | 위험한 세계                            |
| 송창식             | 사랑이야 / 토함산                      |